# Whalsay
Whalsay er den anden mest befolket ø i Shetlandsøerne, med ca. 1.061 indbyggere. Navnet kommer af oldvestnordisk, og betyder "hval-ø". Øen ligger øst for hovedøen Mainland og er på ca. 20 km². Den største by på øen er Symbister, som har ca. 797 indbyggere, og en større fiskerihavn.
På øen ligger Skotlands nordligste golfbane.

## Galleri
- Udsigt over Symbister.
- Whalsay Kirk.
- Havnen ved Symbister.
- Sydkysten af Whalsay.